# Rolf Bloch
Rolf Alphonse Bloch (geb. 24. Juni 1930 in Bern; gest. 27. Mai 2015 ebenda) war ein Schweizer Unternehmer und von 1992 bis 2000 Präsident des Schweizerischen Israelitischen Gemeindebunds.

## Leben und Wirken
Rolf Bloch wuchs in Plainpalais bei Genf auf und war der Sohn von Camille und Edwige Rosalia Bloch. Er studierte an der Universität Bern Rechtswissenschaften und promovierte 1954 in Staatsrecht. Nach Praktikumsaufenthalten in London und New York trat er 1954 in das Familienunternehmen Chocolats Camille Bloch in Courtelary ein. 1960 wurde er zum Direktor des Verwaltungsrates ernannt und übernahm 1970 nach dem Tod seines Vaters, des Firmengründers Camille Bloch, die Leitung der Firma. Er führte den Betrieb operativ bis 1997, als er das Unternehmen an seine beiden Söhne weitergab, bis 2005 als Präsident des Verwaltungsrates. Von 1989 bis 1992 war er Vorsteher der Handelskammer Schweiz-Israel.
Von 1975 bis 1985 leitete er die Jüdische Gemeinde Bern. Von 1988 bis 1992 war er Mitglied der Geschäftsleitung des Schweizerischen Israelitischen Gemeindebunds und von 1992 bis 2000 dessen Präsident. 1997 ernannte ihn der Bundesrat zum Präsidenten des Schweizer Spezialfonds zugunsten bedürftiger Opfer des Holocausts. Bloch soll sich dafür eingesetzt haben, dass die Gelder nicht nur den Juden, sondern auch weiteren Opfern des Holocausts wie etwa den Roma zugutekamen. Bloch gehörte 1997 der Schweizer Delegation an der Londoner Konferenz über das Nazi-Raubgold an und war im Jahr 2000 Vizepräsident des European Council of Jewish Communities.
Bloch galt als Förderer des christlich-jüdischen Dialogs. 1998 verlieh ihm das Babson College in Boston die Ehrendoktorwürde, ebenso die christkatholische Fakultät der Universität Bern im Jahr 2000. 2001 erhielt er den Fischhof-Preis, der von der Stiftung gegen Rassismus und Antisemitismus (GRA) und der Gesellschaft Minderheiten in der Schweiz (GMS) vergeben wird. Zudem war er Vizepräsident des European Jewish Congress.
Er präsidierte die Stiftung für jüdische Zeitgeschichte an der ETH Zürich, wie auch die Simon Rothschild Stiftung. 2001 gründete er den Verein der Schweizer Freunde von Yad Vashem, welchen er von seiner Gründung bis 2008 präsidierte.
Rolf Bloch heiratete 1961 Michèle Levy und wurde Vater zweier Söhne und einer Tochter. Wie sein Vater ist er auf dem Jüdischen Friedhof in Bern begraben.